# Biserka Višnjić
Biserka Višnjić (Trogir, 10 de outubro de 1953) é uma ex-handebolista profissional iugoslava, campeã olímpica.
Biserka Višnjić fez parte da geração medalha de ouro em Los Angeles 1984, e prata em Moscou 1980.